# Hińczowa Przehyba
Hińczowa Przehyba, Wyżnia Hińczowa Przehyba (niem. Oberer Hinzenseedurchgang, słow. Vyšná Hincova priehyba, węg. Felső-Hincótavi-horpadás, ok. 2345 m) – przełączka w głównej grani Tatr na granicy polsko-słowackiej. Znajduje się w Wołowym Grzbiecie (Volí chrbát) pomiędzy Hińczową Turniczką (Hincova vežička, ok. 2360 m) na północnym zachodzie a Hińczowym Zwornikiem (Hincova kopa, ok. 2360 m) na południowym wschodzie.
Jest to trawiasta i szeroka przełęcz w grzbiecie wznoszącym się nad Czarnostawiańskim Kotłem po polskiej stronie i słowacką Doliną Hińczową. Znajduje się w niej mała kopka dzieląca przełęcz na dwa siodełka. Ku północnemu zachodowi opada z przełęczy kruchy, skalisto-trawiasty żlebek. Około 50 m poniżej grani łączy się on ze żlebkiem opadającym z Hińczowej Szczerbiny. Razem tworzą skalisto-trawiastą rynnę, która uchodzi do rynny opadającej z Hińczowej Turni i mającej wylot w Wyżnim Czarnostawiańskim Kotle. Na południowy zachód z przełęczy opada depresja, która w górnej części jest częściowo piarżysta, częściowo płytowa. Około 100 m poniżej przełęczy przekształca się w wąski, ale głęboko wcięty żleb o pionowych bocznych ścianach. Ma on wylot koło dawnego szlaku turystycznego na Mięguszowiecką Przełęcz pod Chłopkiem.
Nazwę przełączce nadał Władysław Cywiński.

## Drogi wspinaczkowe
1. Od północy; I w skali UIAA,
2. Południowo-zachodnim żlebem; II, 45 min. Jest w nim kilka dwójkowych progów i trzy zbudowane z litej skały mosty o dwójkowej trudności[1].

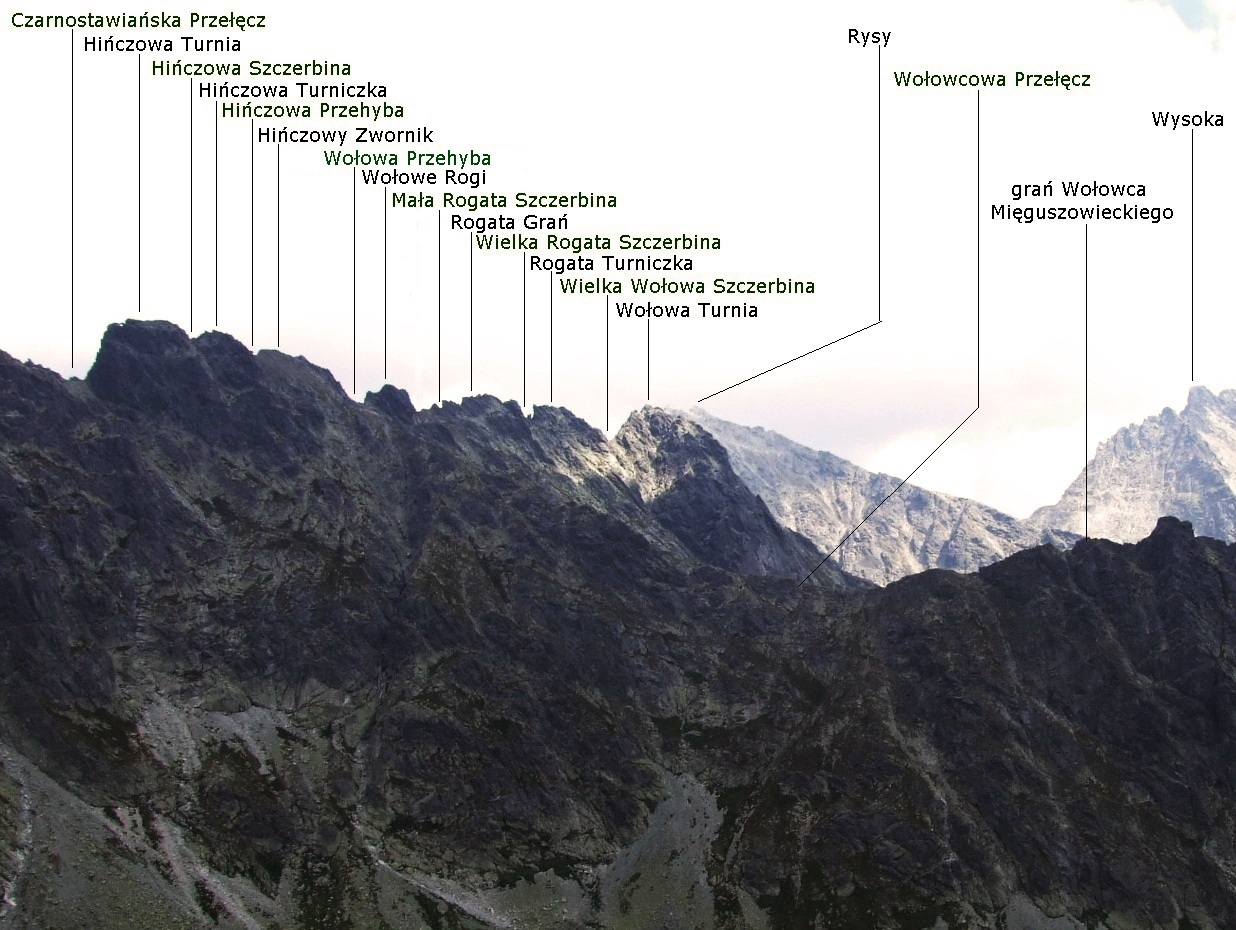
Widok z Wyżniej Koprowej Przełęczy